# Order Quetzala
Order Quetzala (hiszp. Orden del Quetzal) – najwyższe odznaczenie państwowe Republiki Gwatemali ustanowione w 1936.

## Historia i zasady nadawania
Order został ustanowiony w 1936 na mocy decyzji prezydenta kraju Jorgego Ubico. Jest przyznawany Gwatemalczykom i cudzoziemcom, a także instytucjom, „których dokonania artystyczne, obywatelskie, humanitarne lub naukowe zasługują na specjalne wyróżnienie”. Nadającym order jest urzędujący prezydent Gwatemali. W 1951 odznaczenie zostało zmodyfikowane. 
Symbolika
Nazwa orderu pochodzi od ptaka kwezala, który odgrywał znacząca rolę w mitologii prekolumbijskiej. Aztekowie i Majowie uznawali go za symbol piękna i wolności (przetrzymywany przez dłuższy czas w niewoli – ginął). Jego długie, jaskrawozielone pióra zdobiły stroje władców i dostojników indiańskich.

## Stopnie orderu
Order dzieli się na sześć klas:
- Wielki Łańcuch (Gran Collar)
- Krzyż Wielki (Gran Cruz)
- Wielki Oficer (Gran Oficial)
- Komandor (Comendador)
- Oficer (Oficial)
- Kawaler (Caballero)

## Insygnia
Odznaka orderu jest wykonana z pozłacanego srebra. Ma formę gwiazdy o pięciu  maltańskich ramionach, emaliowanych na kolor ciemnoniebieski i w złotym obramowaniu, których skrajne wierzchołki są zakończone złotymi kulkami. Na połączonych pięcioma złotymi promieniami ramionach gwiazdy widnieje ich pomniejszony zarys z jasnoniebieskim wypełnieniem. Na środku gwiazdy umieszczony jest okrągły, jasnoniebieski medalion ze złotym godłem Gwatemali na awersie oraz złotą liczbą rzymską „MCMXXXVI” (1936) na rewersie. Medalion otacza białoemaliowany pierścień z napisem: „Guatemala • Al Merito” na awersie i „Orden del Quetzal” na rewersie. Obie inskrypcje są złote i złożone wersalikami. Odznaka orderu stopnia kawalerskiego i oficerskiego jest zawieszona na owalnym, zielonolistnym wieńcu laurowym.
Gwiazdę orderową – przynależną do stopni: Krzyż Wielki i Wielki Oficer – tworzy dziewięć wiązek złotych promieni o różnej długości, na które nałożona jest odznaka orderu.
Wstążki odznaczenia są koloru jasnoniebieskiego z wąskimi, białymi bordiurami. Wstążka stopnia oficerskiego orderu jest uzupełniona rozetką.
Wykonanie orderu zlecono firmie jubilerskiej De Greef z Brukseli.
| Baretki Orderu Quetzala | Baretki Orderu Quetzala | Baretki Orderu Quetzala | Baretki Orderu Quetzala | Baretki Orderu Quetzala | Baretki Orderu Quetzala |
| ----------------------- | ----------------------- | ----------------------- | ----------------------- | ----------------------- | ----------------------- |
| Wielki Łańcuch          | Krzyż Wielki            | Wielki Oficer           | Komandor                | Oficer                  | Kawaler                 |